# Zwinger (arhitectură)

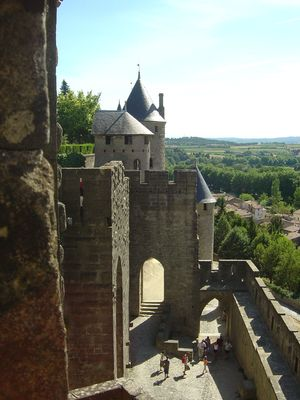
Zwingerul din Carcassonne, Franța

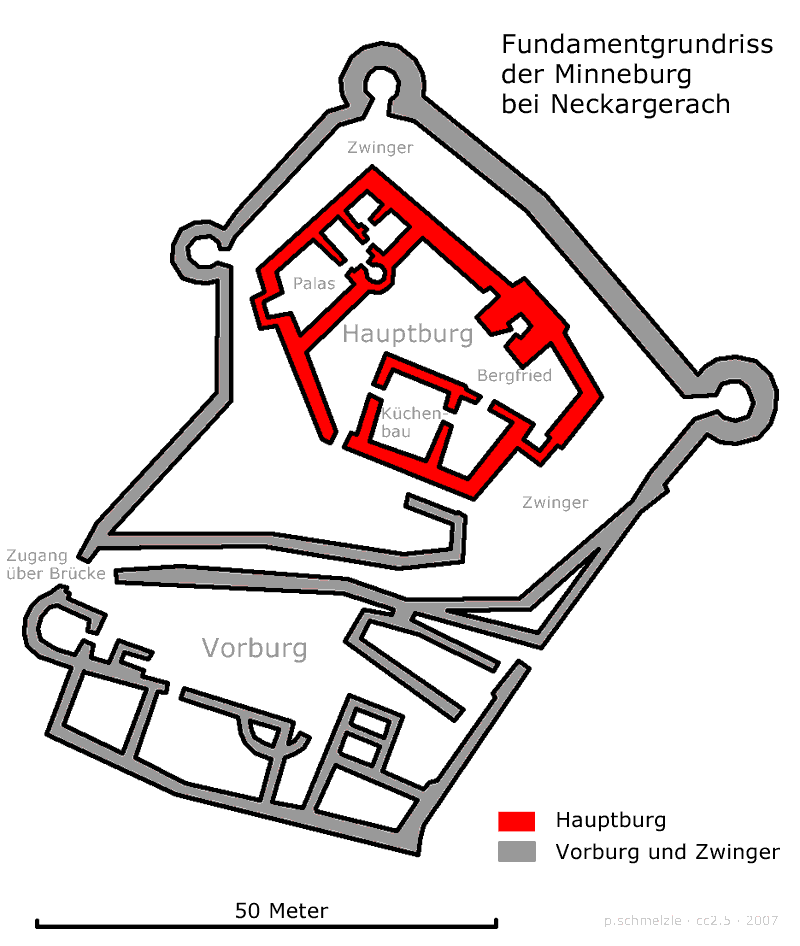

Arhitectura zwinger este un tip de arhitectură existentă mai ales la fortificațiile medievale ale unui oraș sau unei cetăți. Reprezintă spațiul dintre două ziduri, cu planimetrie alungită, amenajat pentru a expune flancul unui atacator care tinde să se apropie de poartă.
Un zwinger (traducere din germană: țarc) constă dintr-un zid centură interioară care oferă o apărare suplimentară, pe lângă zidul de apărare exterior, palisade și șanțul cu apă. Zwingerul era construit de regulă ulterior, chiar în cazul în care agresorul reușea să pătrundă în interiorul centurii. Dar din cauza spațiului redus de multe ori nu reușea să-și valorifice superioritatea numerică, sau nu avea loc suficient pentru a putea folosi mijloacele de a forța poarta de intrare în cetate, care deseori era dublă.  
Exemple de asemenea fortificații:
- orașe:
  - Amberg
  - Carcassonne
  - Dinkelsbühl
  - Ingelheim am Rhein
  - Nördlingen
  - Nürnberg
  - Wolframs-Eschenbach
  - Brașov (vezi și Fortificațiile Brașovului)

- cetăți:
  - Burg Altenstein (Hassberge)
  - Giechburg (Oberfranken)
  - Burg Hohenurach (Schwäbische Alb)
  - Minneburg (Odenwald)
  - Burg Rauheneck (Ebern)
  - Burg Nürburg (Eifel)
  - Veste Otzberg (Otzberg)
  - Cetatea Poenari
  - Cetatea Feldioarei
  - Cetatea din Câlnic
  - Cetatea din Slimnic
  - Cetatea Țărănească din Saschiz

- biserici fortificate
  - Biserica fortificată din Meșendorf
  - Biserica fortificată din Bunești
  - Biserica evanghelică fortificată din Moșna
  - Biserica fortificată din Sânpetru
  - Biserica fortificată din Nocrich
  - Biserica fortificată din Pelișor
  - Biserica fortificată din Ighișu Nou
  - Biserica fortificată din Chirpăr
  - Biserica fortificată din Iacobeni
  - Biserica fortificată din Alțâna
  - Biserica fortificată din Biertan
  - Biserica fortificată din Cisnădie
  - Biserica fortificată din Șeica Mică